# Каролинская собака

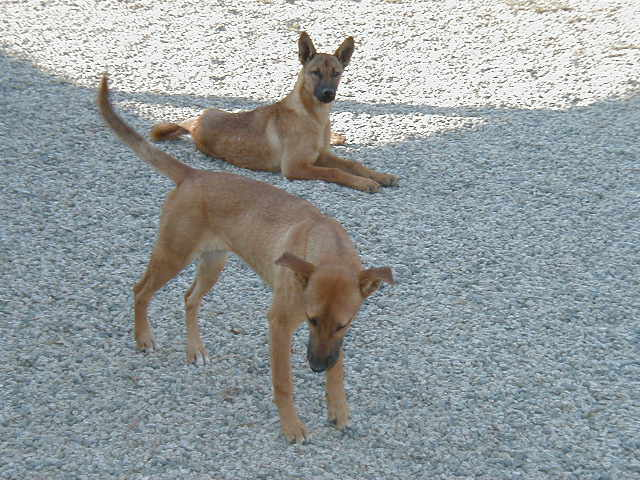
Каролинская собака

Каролинская собака — дикая собака из юго-восточной части США. Впервые обнаружена в 1970-х годах в штате Южная Каролина доктором Брисбином. Происхождение каролинской собаки доподлинно неизвестно — возможно, она является диким животным, возможно, повторно одичавшей (как динго) породой домашних собак (например, образованной собаками-париями).
Каролинская собака хорошо переносит жару и низкую влажность, но очень плохо холод. Другие её названия: американский динго, дикси динго.
В Европе ни одного экземпляра не обнаружено, все особи обитают исключительно на юго-востоке США. 
Сегодня ряд энтузиастов держат отловленных каролинских собак в неволе. Но даже в диком виде каролинская собака довольно дружелюбна и относится к человеку без злобы и с интересом.

## Описание
Рост — от 45 до 61 см, вес 15-20 кг. Шерсть — короткая, густая, щетинистая, с густым подшерстком. Окрас — различные оттенки рыжего: от светлого до насыщенного красно-рыжего, а также песочный и коричневый.

## Сравнение с домашней собакой
Каролинская собака слабее и медленней многих пород домашних собак, но более гибкая и ловкая. Произошла, скорее всего, от дворняжек.

## Интересные факты
- Детальное изучение собак этой породы привело учёных к неожиданному результату: структура их костей схожа с останками собак неолитического периода.
- Это одна из немногих пород собак, оставшаяся примитивной и получившейся путём естественного отбора и выживания, а не целенаправленного выведения. Всего в природе существует несколько сотен каролинских собак.